# Айдахо в Гражданской войне

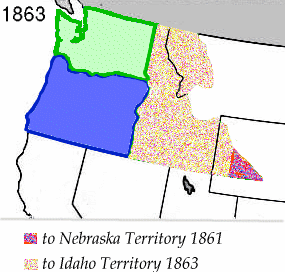
Территория Вашингтон, восточная половина которой (закрашена рыжим) была в 1863 году выделена в Территорию Айдахо

Участие территории современного штата Айдахо в гражданской войне было весьма слабым из-за удалённости этих мест от основных театров боевых действий.
На момент начала гражданской войны земли современного штата Айдахо были частью Территории Вашингтон. В марте 1863 года из неё была выделена Территория Айдахо. В связи с тем, что в восточной части её земель было много людей, симпатизирующих Конфедерации, Сидней Эджертон срочно отправился к президенту Линкольну, чтобы проинформировать его о ситуации, и уже в 1864 году восточная часть Территории Айдахо была выделена в отдельную Территорию Монтана. Это разделение во многом способствовало тому, что территория Айдахо, состоящая из современного Вайоминга была включена в Территорию Дакота.

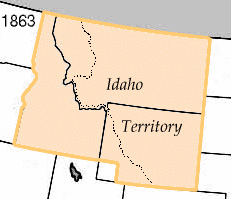
Территория Айдахо в 1863 году

Волонтёры, служившие в Айдахо, не сражались против Конфедерации, а охраняли Орегонский путь, защищая коммуникации между восточной и западной частями США. В связи с тем, что части регулярной армии ушли на войну, именно волонтёрам пришлось вынести на себя тяжесть начала начавшейся в 1864 году войны с индейцами.  Форт Бойсе, находящийся на территории города Бойсе был основан 3 июля 1863 года. Старый форт Бойсе, находившийся рядом с современным городом Парма был французским постом, построенным в 1834 г.  (отсюда пошло название Бойсе) Он был объединён с фортом Снейк Ривер в 1854, несмотря на то, что французы начали его перестраивать, позже он был заброшен. Многие были сбиты с толку наличием двух фортов с одинаковым называнием.
Золото было найдено в Орофино и Флоренции, находящихся в Айдахо. Это привело к проблемам с дружественным племенем Нез Перс. Лагерь Лапвай, позже ставший фортом Лапвай, был основан для обеспечения мира между Индейцами и шахтёрами.

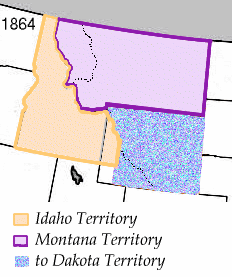
Раздел Территории Айдахо в 1864 году (земли, оставшиеся в составе Территории Айдахо, закрашены розовым)

Резня на Бэр-Ривер произошла 29 января 1863 г. на месте предполагаемой границы Территории Вашингтон и Территории Юта рядом с современным городом Престон округа Франклин в Айдахо. В этот день 300 солдат третьего Калифорнийского Волонтерского Пехотного Полка, под командованием полковника Патрика Коннора уничтожили лагерь, насчитывавший как минимум 250 членов племени Шошонов. Лишь около двадцати Шошонов выжили. Это было ответом на многочисленные нападения на белых поселенцев в предыдущий год войны, в которых обвиняли членов племени Шошонов. Инцидент был слабо освещён за пределами Калифорнии и Юты, так как большинство газет были заняты новостями с двух главных фронтов. Место резни на Бэр-Ривер сегодня является Национальным Историческим Памятником США.
В то время на территории Айдахо находились некоторые Южане. Большинство из них первоначально двигались в Калифорнию и пришли в Айдахо с целью добычи  золота в шахтах.
В ранний период Гражданской Войны волонтерские патрули Орегона и Калифорнии несколько раз попадали в стычки с бандами Пайутов, Банноков и Шошонов, объединёнными названием  Индейцы Снейк. Это происходило в Орегоне, Юте, Неваде и на Территории Вашингтон (позже Айдахо). Вторжение шахтёров  на территорию индейцев, называемую Серебряный Город в 1863 г. положило начало Войне с индейцами Снейк. Волонтёры сражались против индейцев, пока не были освобождены отрядами Федерации в конце 1865 г. Война продолжалась до 1868.
После Гражданской Войны штат Айдахо привлек множество ветеранов Объединённой Армии, включая нескольких губернаторов. Дом солдат Айдахо был сооружён в течение 1890-х. В двадцатом веке смерти ветеранов были частыми местными новостями. Последним ветераном Гражданской войны, умершим в Айдахо был Израель Бродсворд, скончавшийся в 1952г.
После войны на территории Айдахо поселилось много ветеранов армии северян, некоторые из которых даже впоследствии были губернаторами.

## Посты Гражданской Войны на Территории Вашингтон, Территории Айдахо (после 3 марта 1863г)
- Форт Франклин (1860-1863), Франклин, Айдахо
- Старый Форт Галл (1863) Индейская Резервация Форта Галл 11 миль к западу от Форта Галл
  - Форт Галл (1864) в Бухте Спринг чуть севернее от старого Форта Галл
    - Лагерь Лэндер (1865-1866), расположен в трёх милях к юго-востоку от Старого Форта Галл.
- Лагерь Салмон Фолс (1862), расположен на реке Снейк к северу от Бул, на Орегонском Пути.
- Лагерь Коннер (1863-1865), Сода Спрингс, Айдахо
- Форт Бойсе (1863-1879), Бойсе. Айдахо[7]
- Лагерь Лапвай (1862-1863), Лапвай (Национальный Исторический Парк Нез Перс)
  - Форт Лапвай (1863–1866, 1866–1884), Лапвай (Национальный Исторический Парк Нез Перс)
- Лагерь Сэмюэля Смита (1864), рядом с устьем реки Рафт
- Лагерь Рид (1865–1866), рядом с Туин-Фолс на старой Келтонской Дороге, у её пересечения с ручьём Рок
- Лагерь Уоллес или Солдатский Гарнизон (1865), расположен в Больших Прериях Камас, рядом с Фэрфилдом.
- Лагерь Лион (1865-1869), Айдахо, рядом с Долиной Джордана, Орегон или Бухтой Джордана в миле от границы штата.